# 小悪魔アザゼル18の物語
『小悪魔アザゼル18の物語』（こあくまアザゼルじゅうはちのものがたり、Azazel ）は、アイザック・アシモフのファンタジー小説短編集。アザゼルと呼ばれる小悪魔が活躍する18の短編小説で構成されている。

## 概要
1980年にアシモフはミステリー小説の連載依頼を受け、グリズウォルドという名の主人公が身長2センチの小悪魔について語る小説『Getting Even』を執筆し採用された。そして第2話としてまたグリズウォルドが小悪魔の話をする『一夜の歌声』という作品を仕上げたが、編集者よりファンタジー要素を抜いてほしいと注文されたため没となり、これ以降は小悪魔が登場しないミステリーのみを連載することとなる(この連載が『ユニオン・クラブ奇談』となった)。そして『一夜の歌声』は主人公をジョージに変更し、小悪魔にアザゼルという名前をつけて雑誌『ファンタジイ・アンド・サイエンス・フィクション』に掲載された。その後『アイザック・アシモフズ・サイエンス・フィクション・マガジン』に連載の場を移し、1988年に単行本として出版された。
本作品の内容は、主人公の「わたし」がジョージの語る小悪魔アザゼルの話を聞くという形式を取っている。どの話もジョージの知人に悩み事が起こり、アザゼルにその解決を願うが、思わぬ見落としから予想外の結末を迎えるという展開になっている。

## 登場人物
ジョージ・ビターナット
いかにも人のよさそうな顔をした中年男性。実は怠惰で嘘つきで借金癖のある問題人物だが、不思議と憎まれにくい。先祖から伝わる魔術によって、小悪魔アザゼルを呼び出すことに成功したと言い張っている。
アザゼル
ジョージの話に出てくる小悪魔。身長約2センチで、全身が赤く、尻尾を持つ。悪魔なのか宇宙人なのかは曖昧にぼかされておりわからない。不思議な力を持っており、人間には不可能なことを軽々とやってのける。
わたし
小説家でありジョージの友人。本作品は「わたし」の一人称で記述されている。作中で名前は明かされないが、正体はアイザック・アシモフ本人である。

## 各話あらすじ
身長2センチの悪魔
ジョージとアザゼルの出会いの話。大学でバスケットボールチームに所属するリンダー・トムソンは、さほど優秀な選手ではなかった。そこでジョージはアザゼルに、リンダーの投げたボールは必ずリングに通るようにと頼む。
一夜の歌声
アンドリュー・モートンソンはとある女性にこっぴどくふられた。しかしモートンソンは、彼女が教会で独唱するその日だけ完璧な歌声をプレゼントしたいと言い出す。
ケヴィンの笑顔
ロージー・オドネルの夫であるケヴィンは、普段は仏頂面だが彼女にだけは素晴らしい笑顔を見せるときがあった。ロージーはその瞬間を写真におさめたいと思い、ジョージに相談する。
強い者勝ち
ジョージの友人テオフィルスは女性に見向きもされない男で、本人もそれを苦にしていた。ジョージはそれを解決できないかと相談すると、アザゼルはフェロモンを利用しようと言い出した。
謎の地響き
あるときジョージに洞窟学者のハンニバル・ウェストが恐ろしい事実を打ち明ける。人類の大半を死滅させることのできる秘密が隠された洞窟を発見したというのだ。ジョージはアザゼルに頼んで、ハンニバルの記憶を消そうとする。
人類を救う男
メナンダー・ブロックは奇妙な運勢の持ち主で、彼の周囲ではなぜか他人に不幸な事故が頻発した。その悩みを打ち明けられたジョージは、解決できると保証する。だがメナンダーは、運勢を改善するだけではなく人類を救うような能力も欲しいと注文をつけた。
主義の問題
ゴットリーブ・ジョーンズは有能なコピーライターだが、本人は小説家になりたいと願っていた。だが彼はアイデアはあっても最後まで書き切ることができない欠点があった。ジョージは彼に金持ちの小説家にしてやるから儲けを山分けにしようと持ちかける。
酒は諸悪のもと
イシュタル・ミスティクは素晴らしい美女だったが、男性達を敬遠させるような貞淑さがあって悩んでいた。ジョージは酒の勢いを借りろとアドバイスするが、彼女は下戸だった。そこでジョージはアザゼルに、彼女が酒に酔えるようにならないかと相談する。
時は金なり
小説家のモルデカイ・シムズは、なぜか他人によく待たされる傾向があり、いつも腹を立てていた。ジョージはアザゼルに、彼が二度と待たされないように確率の法則をいじろうと相談する。
雪の中を
小説家のセプティマス・ジョンスンは、山奥に素晴らしい別荘を持っていた。だがその別荘は冬は雪に閉ざされるために使えなくなる。それを惜しんだジョージは、彼が雪の上を滑るように動けるようアザゼルに頼み、見事成功する。だがしばらくしてセプティマスに恋人ができると、思わぬ事件が起こった。
理の当然
アリステア・トバゴ・クランプ6世は、富裕で家柄も容姿も素晴らしい人物だったが、ジョークが下手なことを気にやんでいた。ジョージは彼の口下手が直るように取り計らう。
旅の速さは世界一
フィフィは旅行好きだったが、彼の夫はケチで妻に旅行を許そうとしなかった。フィフィの知人であるジョージは、彼女のためにアザゼルの力を借りて夫を旅行好きにしようとする。
見る人が見れば
メリサンド・オットは素晴らしい人格の女性だったが、外観が酷く悪かった。あるときメリサンドは夫のために美しくなりたいとジョージに相談する。
天と地と
アメリカにある経済学者の団体CDRには、奇妙なジンクスがあった。初代会長は32年の任期の後に死亡し、二代目は16年後に死亡。三代目は8年、四代目は4年と、死亡するまでの任期が半分になり続けているのだ。ヴィサリオン・ジョンスンはCDRの六代目会長の最有力候補だったが、選ばれた一年後に死ぬのではと恐怖していた。彼の友人であるジョージはアザゼルに頼み、ヴィサリオンにこの地上のどんな力でも死なないような体を与えた。
心のありよう
刑事のヴァンドヴァンター・ロビンスンは他人の言葉をすぐ信じてしまう性格で、刑事としては失格だった。だがジョージがアザゼルに頼み、ヴァンドヴァンターに嘘を見破れる能力を授けたので彼は大成する。しかしヴァンドヴァンターはあるとき、不貞を見破ったために婚約を破棄してしまう。その婚約者はジョージに泣きついたため、彼はヴァンドヴァンターを説得することとなった。
青春時代
大学生のアルタクセルクセス・シュネルは周囲からいじめを受けていた。ジョージは彼の腕っぷしを強くしてくれとアザゼルに頼む。アザゼルは、彼が戦闘状態にあるときの回避能力を高めることにし、アルタクセルクセスは見事に強くなっていじめもなくなり、学生ボクシングでチャンピオンにもなる。だが彼には新たな悩みが発生していた。
ガラテア
女流彫刻家のエルダベリー・マッグスは、自分の作った青銅の男性像「ハンク」に恋をして、それが生身の人間になるようにと願った。ジョージはその願いを叶えれば、彼女の貯金の半分を分けてもらうという約束を取り付ける。
空想飛行
バルデュア・アンダーソンは自分の身一つで空を飛ぶことが夢だった。ジョージはアザゼルの力で作った反重力装置を渡すことにより、彼の願いを叶える。他人に見られぬよう屋内だけで空を飛んでいたバルデュアだが、あるとき我慢できず屋外で飛行することを計画する。

## その他
アシモフの別の短編小説「キャル」（『ゴールド-黄金』に収録）には作中作として、ロボットの書いた小説『完璧に正式』という話が登場するが、これは『小悪魔アザゼル18の物語』の番外編である。